# Pity Sex
Pity Sex fue una banda de rock estadounidense de Ann Cenador, Míchigan.

## Historia

### Formación y EP debut (2011-2012)
Habiendo formadose en 2011, Pity Sex publicó su EP debut, Dark World un año más tarde en Forward Records con revisiones positivas.

### Feast of Love (2012-2015)
En 2013 la banda publicó su álbum debut Feast of Love a través de Run For Cover Records. Luego de que la banda que firmara con Run For Cover Records Graba el Dark Worl EP también sería relanzado a través de Run For Cover Records. En 2014 tuvieron una gira con Adventures, Basement, y Tigers Jaw, entre otros. En mayo de aquel año, la banda también visitó Australia por primera vez. En octubre de 2014, la banda liberó un Split Ep con Adventuras, con la banda presentando una canción original y un cover. Pity Sex hizo un cover de Pixies' "Gigatic". El guitarrista Brennan Greaves ayudó para portada del álbum, en colaboración con Kimi Hanauer de Adventuras. En el verano de 2015, la banda completó una visita por EE. UU. con Ceremony. En este tiempo grabaron para su próximo álbum.

### White Hot Moon(2015-presente)
El 28 de septiembre de 2015, la banda publicó un nuevo sencillo digital, titulado "What Might Soothe Your?", a través de NPR. El sencillo fue publicado junto a una declaración que anunciaba la futura publicación de su nuevo álbum "White Hot Moon." El álbum está previsto para ser publicado en la primavera de 2016, y será precedido por una edición de vinilo de "What Might Soothe You?".

## Miembros

### Última Formación
- Sean St. Charles - batería
- Brennan Greaves - vocal, guitarra
- Britty Drake - vocal, guitarra
- Brandan Agujerear - bajo
- Anthony Huebel - guitarra

### Miembros adicionales
- Michael Politowicz - bajo (visita a Reino Unido 2015)

## Discografía

### Álbumes de estudio
- 2013: "Feast of Love" (Run for Cover Records)
- 2016: "White Hot Moon" (Run for Cover Records)

### EP
- 2012: "Dark World" (Adelante Registros)

### Splits
- 2011: "Brave Bird / Pity Sex" (con Adventures) (Run for Cover Records)

### Vídeos de Música
| Año  | Título  | Director    |
| ---- | ------- | ----------- |
| 2013 | Wind Up | Alex Henery |